# 제23회 골든 글로브상
제23회 골든 글로브상은 1965년 상영된 영화 중 가장 뛰어난 영화를 수상하기 위해 1966년 2월에 열린 시상식이다. 미국,엠버서더 호텔/코코넛 그로브에서 개최되었다.

## 수상 및 후보

### 세실 B. 데밀 상
- 존 웨인 수상

### 작품상-드라마
- 닥터 지바고 - 데이빗 린 수상
- 편집광 - 윌리엄 와일러
- 사막의 기적 - 로버트 알드리치
- 패치 오브 블루 - 가이 그린
- 바보들의 배 - 스탠리 크레이머

### 여우주연상-드라마
- 편집광 - 사만다 에가 수상
- 달링 - 줄리 크리스티
- 오델로 - 매기 스미스

### 남우주연상-드라마
- 닥터 지바고 - 오마 샤리프 수상
- 아거니 앤 엑스터시 - 렉스 해리슨
- 패치 오브 블루 - 시드니 포이티어
- 전당포 - 로드 스테이거
- 바보들의 배 - 오스카 베르너

### 작품상-뮤지컬코미디
- 사운드 오브 뮤직 - 로버트 와이즈 수상
- 캣 벌루 - 엘리어트 실버스타인
- 그레이트 레이스 - 블레이크 에드워즈
- 럭키 레이디 - 켄 아나킨
- 천 명의 어릿광대 - 프레드 코

### 여우주연상-뮤지컬코미디
- 사운드 오브 뮤직 - 줄리 앤드류스 수상
- 캣 벌루 - 제인 폰다
- 인사이드 데이시 클로버 - 나탈리 우드
- 낵 앤 하우 투 겟 잇 - 리처드 레스터
- 천 명의 어릿광대 - 바바라 해리스

### 남우주연상-뮤지컬코미디
- 캣 벌루 - 리 마빈 수상
- 보잉 707 보잉 707 - 제리 루이스
- 그레이트 레이스 - 잭 레먼
- 럭키 레이디 - 알베르토 소르디
- 천 명의 어릿광대 - 제이슨 로바즈

### 여우조연상
- 인사이드 데이시 클로버 - 루스 고든 수상
- 보잉 707 보잉 707 - 델마 리터
- 신시내티의 도박사 - 조안 블론델
- 오델로 - 조이스 레드만
- 사운드 오브 뮤직 - 페기 우드

### 남우조연상
- 추운 곳에서 온 스파이 - 오스카 베르너 수상
- 발지 대전투 - 텔리 사바라스
- 사막의 기적 - 하디 크루거
- 할로우 - 레드 버튼즈
- 오델로 - 프랭크 핀레이

### 외국어 영화상
- 영혼의 줄리에타 - 페데리코 펠리니 수상
- 붉은 수염 - 구로사와 아키라
- 쉘부르의 우산 - 자크 데미
- 라 론데 - 로제 바딤
- 타라후마라 - 루이스 알코리자

### 감독상
- 닥터 지바고 - 데이빗 린 수상
- 편집광 - 윌리엄 와일러
- 달링 - 존 슐레진저
- 패치 오브 블루 - 가이 그린
- 사운드 오브 뮤직 - 로버트 와이즈

### 각본상
- 닥터 지바고 - 로버트 볼트 수상
- 아거니 앤 엑스터시 - Philip Dunne
- 편집광 - 스탠리 맨 외
- 패치 오브 블루 - 가이 그린
- 가는 실 - 스터링 실리펀트

### 음악상
- 닥터 지바고 - 모리스 자르 수상
- 발지 대전투 - 벤자민 프랭켈
- 그레이트 레이스 - Henry Mancini
- 샌드파이퍼 - 쟈니 맨델
- 노란 롤스 로이스 - 리즈 오톨라니

### 주제가상
- 노란 롤스 로이스 - 리즈 오톨라니 외 수상
- 캣 벌루 - 제리 리빙턴
- 그레이트 레이스 - Henry Mancini
- 샌드파이퍼 - 폴 프란시스 웹스터
- 댓 퍼니 필링 - 바비 다린